# 伊斯兰现代主义
伊斯兰现代主义运动是试图使伊斯兰信仰与民族主义，民主，民权，理性，平等和进步等现代价值观相协调的运动，被描述为“穆斯林的第一个意识形态反应”。它的特点是“对经典概念和法学方法的批判性重新审视”，以及伊斯兰神学和古兰经释经（塔夫希尔）的新方法。
这是19世纪中叶出现的几项伊斯兰运动（包括世俗主义、伊斯兰主义和萨拉菲主义）中的第一个，是对当时的迅速变化，特别是对西方文化和殖民主义对穆斯林世界的猛烈冲击作出的反应。创始人包括穆罕默德·阿布都（他在1905年去世前的短期内里曾是爱资哈尔大学的教长）、贾迈勒丁·阿富汗尼和穆罕默德·拉希德·里达（卒于1935年）。
早期的伊斯兰现代主义者（阿富汗尼和阿布都）使用“萨拉菲亚”一词来指称他们对伊斯兰思想进行革新的尝试，这种“萨拉菲亚运动”在西方通常被称为“伊斯兰现代主义”，尽管它与目前所谓的萨拉菲运动有很大的不同，后者通常表示“像瓦哈比主义一样的意识形态”。自出现以来，现代主义在宗教上一直受到世俗主义统治者和“官方乌理玛”（其任务是使统治者的行为在宗教上合法化）的原始改良主义的专断指派。
现代主义与世俗主义的不同之处在于，它坚持宗教信仰在公共生活中的重要性；而现代主义与萨拉菲主义或伊斯兰主义的不同之处在于，它包含了当代欧洲的制度，社会进程和价值观。伊斯兰现代主义的一种表达方式是：“只有使伊斯兰在一个不同于1400年前的世界中具有现实意义时，伊斯兰才能被视为所有年龄段的宗教。”（语出马来西亚首相马哈迪·莫哈末）

## 概况

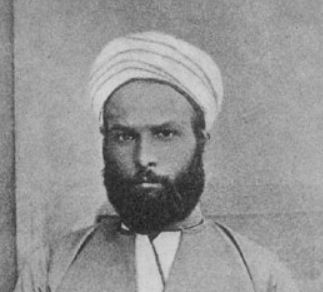
埃及伊斯兰法学家，伊斯兰现代主义者穆罕默德·阿布都

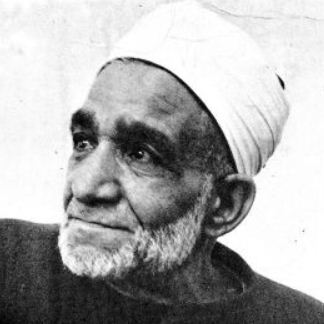
埃及伊斯兰法学家，学者马哈穆德·沙尔图特

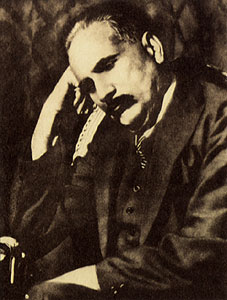
学术，诗人，大律师，哲学家，伊斯兰现代主义者穆罕默德·伊克巴勒

### 萨拉菲主义与现代主义
许多学者认为萨拉菲主义的起源是贾迈勒丁·阿富汗尼和穆罕默德·阿布都的现代主义“萨拉菲运动”，但也有学者认为伊斯兰现代主义仅影响了当代萨拉菲主义。昆坦·维克托罗维奇说：
近年来，伊斯兰现代主义者和当代萨拉菲派都称自己为“萨拉菲亚”，这引起了一些混乱，导致一些观察者错误地认为它们具有共同的意识形态谱系。 然而，较早的萨拉菲亚（现代主义者）主要是理性主义的艾什尔里派。

### 趋势
伊斯兰现代主义思想的趋势包括：
- 承认“对西方的技术，科学和法律成就有不同程度的批评或模仿”，同时“反对西方对穆斯林国家的殖民剥削和施加西方世俗价值观”，并致力于发展穆斯林之间对现代科学的动态了解，认为这将强化穆斯林世界并防止进一步的剥削。[13]